# Mediastinia australica
Mediastinia australica är en kackerlacksart som först beskrevs av Robert Walter Campbell Shelford 1911.  Mediastinia australica ingår i släktet Mediastinia och familjen småkackerlackor. Inga underarter finns listade i Catalogue of Life.